# Liste der Biografien/Au
Liste der Biografien |
Portal Biografien |
Personensuche
# |
A |
B |
C |
D |
E |
F |
G |
H |
I |
J |
K |
L |
M |
N |
O |
P |
Q |
R |
S |
T |
U |
V |
W |
X |
Y |
Z |
?
 
Aa |
Ab |
Ac |
Ad |
Ae |
Af |
Ag |
Ah |
Ai |
Aj |
Ak |
Al |
Am |
An |
Ao |
Ap |
Aq |
Ar |
As |
At |
Au |
Av |
Aw |
Ax |
Ay |
Az
 
Aua |
Aub |
Auc |
Aud |
Aue |
Auf |
Aug |
Auh |
Aui |
Auj |
Auk |
Aul |
Aum |
Aun |
Aup |
Aur |
Aus |
Aut |
Auv |
Auw |
Aux |
Auz
Die Liste der Biografien führt alle Personen auf, die in der deutschsprachigen Wikipedia einen Artikel haben. Dieses ist eine Teilliste mit 17 Einträgen von Personen, deren Namen mit den Buchstaben „Au“ beginnt.

## Au
- Au Chi Wai (* 1969), hongkong-chinesischer Poolbillard- und Snookerspieler
- Au Yeong, Daniel (* 2003), österreichischer Fußballspieler
- Au Yeong, Serena (* 2000), singapurisch-österreichische Badmintonspielerin
- Au, Adam von (1869–1942), deutscher Pädagoge und Politiker (Wirtschaftspartei)
- Au, Alex (* 1952), singapurischer Autor, Blogger und LGBT-Aktivist
- Au, Alfred (1898–1986), deutscher Fußballspieler
- Au, Allison, kanadische Jazzmusikerin (Saxophon, Komposition)
- Au, Andreas In der (* 1983), deutscher Autor, Moderator und Slam-Poet
- Au, Annemarie in der (1924–1998), deutsche Schriftstellerin
- Au, Annie (* 1989), chinesische Squashspielerin (Hongkong)
- Au, Callum, britischer Jazzmusiker, Arrangeur und Orchesterleiter (Piano)
- Au, Hans von der (1892–1955), deutscher Theologe und Volkskundler
- Au, Leo (* 1990), chinesischer Squashspieler (Hongkong)
- Au, Michael von (* 1964), deutscher Schauspieler
- Au, Yeong Wai Yhann (* 1999), singapurische Squashspielerin
- Au-Yeung, Jin (* 1982), US-amerikanischer Rapper und SchauspielerJin Au-Yeung (* 1982)

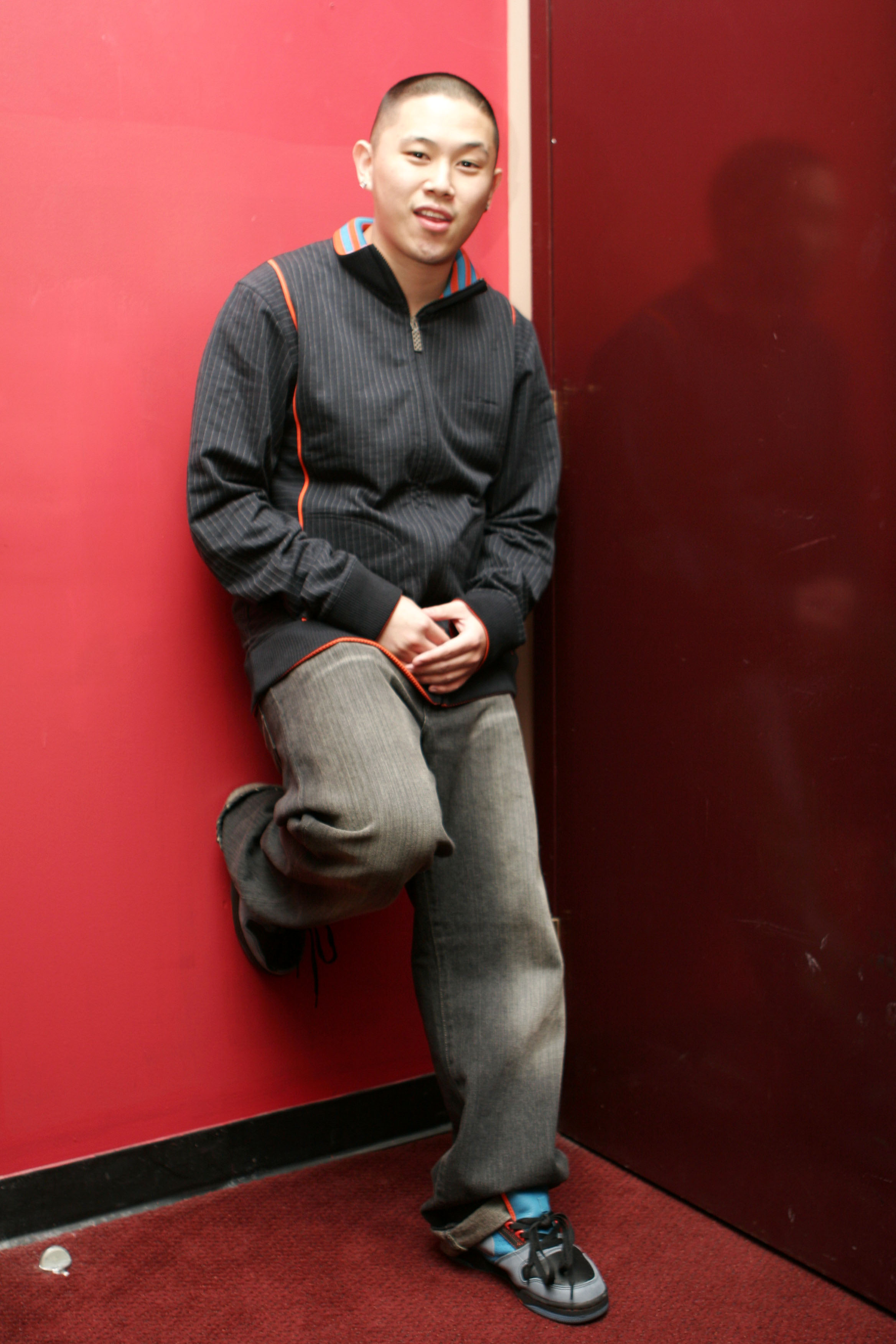
Jin Au-Yeung (* 1982)

- Au/Ra (* 2002), deutsche Sängerin